# ディエゴ・ドゥラン

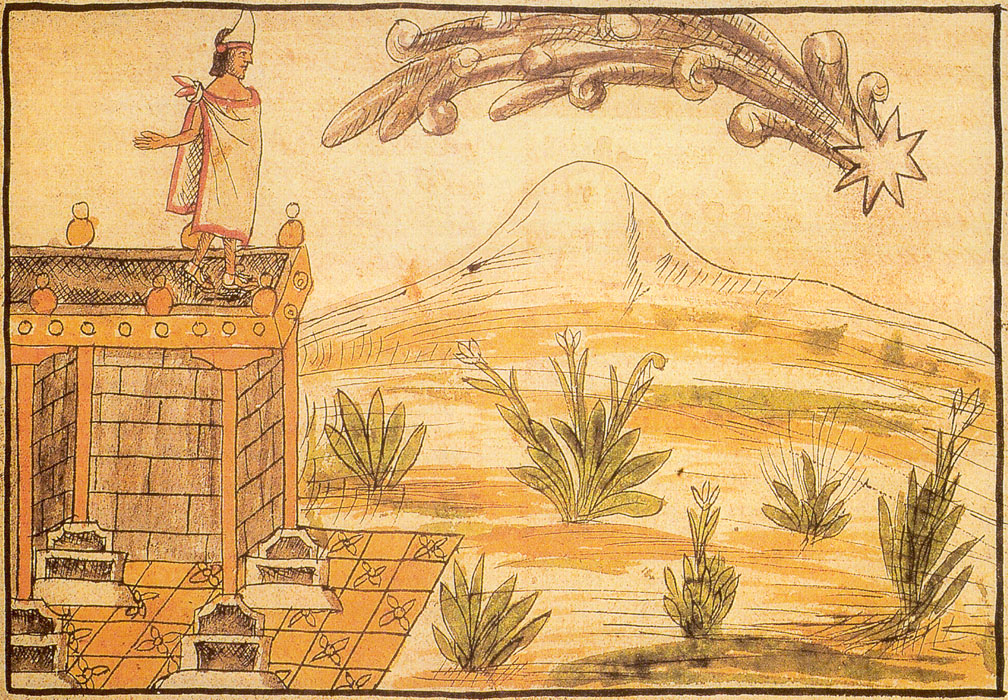
彗星を見て将来の災難を予測するモクテスマ王

ディエゴ・ドゥラン（Diego Durán、1537年? - 1588年）は、ドミニコ会の修道士。『ヌエバ・エスパーニャ誌』などの書物を記して、メシカの文化を記述したことで知られる。

## 生涯
ドィエゴ・ドゥランはスペインのセビリアで生まれたが、幼いときに両親につれられてヌエバ・エスパーニャに渡り、テスココで育った。このため、スペイン語と同じくらい流暢にナワトル語を話せるようになった。その後メキシコシティの学校で学んだ。
1556年にドミニコ会に入り、その後助祭になった。その後の足取りはあまりはっきりしないが、今のモレロス州にあるワステペクの修道院にいたり、同州ウェヤパンで司教代理をつとめたりしたことがわかっている。
ドゥランはメシカの人々の習慣やスペイン人以前のアステカ世界に好意的だったが、彼はあくまでキリスト教会の人間であり、いくつかの習慣、とくに人間を生贄とすることは強く批判した。
ドゥランは、ナワ族がイスラエルの失われた10支族のひとつであると考えており、またトピルツィン＝ケツァルコアトルは聖トマスのことだと信じていた。ナワトル語の絵文書を調べたり、ナワ族の人々から話を聞くことでこのことを証明しようと考えた。
ドミニコ会はドゥランに対して、現地人の信仰や祭儀について記録するように依頼した。ドゥランは3種類の書物を著した。
1. 『神々と儀式の書』(Libro de los dioses y ritos)は1574年から1576年の間に書かれた。
2. 『古代の暦』(Calendario antiguo)は1579年に完成した。
3. 『ヌエバ・エスパーニャおよびティエラ・フィルメ諸島のインディアスの歴史』（ヌエバ・エスパーニャ誌、Historia de las Indias de Nueva España e islas de la Tierra Firme）はウェヤパン時代の1581年に完成した。ナワトル語で書かれた年代記（現存せず、『年代記X』 (Crónica X) と呼ばれる）に主に依存して書かれ、アステカ帝国とその統治者の歴史について記している。117枚のカラー図版を含む。

サラマンカ大学で学んだベルナルディーノ・デ・サアグンに比べると、ドゥランは教養が不足しており、その文章は正確さを欠く。表現はかなり冗漫で重複が多い。その一方、幼い時からナワトル語とメシカの習慣をよく理解していたため、サアグンの見逃した多くの事柄をドゥランは記すことができた。
1585年にメキシコシティに戻り、サント・ドミンゴ修道院に入った。異端審問でナワトル語とスペイン語の通訳を行ったが、すでに病気を患っており、1588年に没した。

## 再発見
『ヌエバ・エスパーニャ誌』は長く忘れ去られていたが、19世紀になってメキシコの歴史学者ホセ・フェルナンド・ラミレスがマドリードのスペイン国立図書館で発見し、1854年にその写しを作成した。出版は当時のメキシコの政治的事情によって遅れ、第1巻が1867年、第2巻はラミレス没後の1880年にようやく出版されたが、この本には誤りが多かった。

## 日本語訳
- ドゥラン『神々とのたたかい Ⅱ』青木康征 訳、岩波書店、1995年。ISBN 4000036408。
シリーズ「アンソロジー新世界の挑戦」に『ヌエバ・エスパーニャ誌』の抜粋訳